# 云岭镇
云岭镇，是中华人民共和国安徽省宣城市泾县下辖的一个乡镇级行政单位。

## 行政区划
云岭镇下辖以下地区：
云岭村、汀潭村、光明村、新兴村、章渡村、靠山村、大宁村、坝埂村、建设村、栗阳村、北贡村、陈塘村、天井村、中村村、长园村、秋阳村、水南村、梅村村和郭峰村。